# Пфальцький ліс

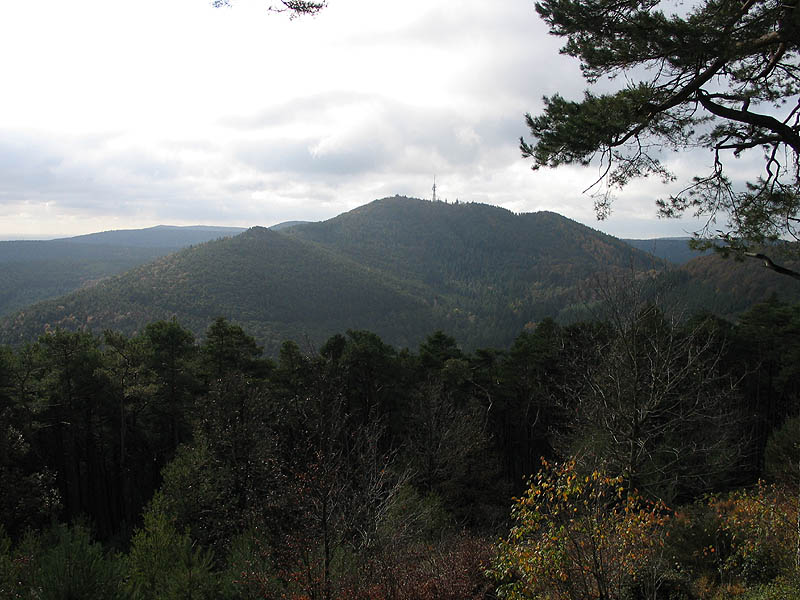
Кальміт —найвища точка Пфальцького лісу

49°17′24″ пн. ш. 7°52′30″ сх. д. / 49.29° пн. ш. 7.875° сх. д.
Пфальцький ліс (нім. Pfälzerwald або Pfälzer Wald) — топографічних регіон, покритий лісом масив низьких гір на південному заході Німеччини, у Пфальці, земля Рейнланд-Пфальц. Терен є однойменним природним парком, що охоплює 1771 км². Найвища точка — Кальміт (673 м).
Разом з північною частиною сусідніх Вогезів у Франції утворює біосферний заповідник «Пфальцький ліс — Північні Вогези», що входить до списку ЮНЕСКО.

## Географія

### Топографія
Пфальцький ліс разом з Вогезами на південь від французького кордону, з яким він не має морфологічного відокремлення, є частиною єдиного Німецького середньогір'я площею близько 8 000 км². Терен, який простягається від басейну Беррштадт (лінія від Віннвайлера через Беррштадт та Гельгайм) до Бургундської брами  (на лінії Бельфор – Роншам – Люр) та утворює західну межу Верхньорейнської рівнини.
Цей ландшафт, у свою чергу, утворює східну частину дуже обширних куестових уступів Франції, які в Німеччині охоплюють значну частину Пфальца та Саарланду, зі старішими (наприклад, на Доннерсберзі) та молодшими шарами (мушлевий вапняк, наприклад, плато Вестрих).

### Межі
Хоча межі Пфальцького лісу порівняно чітко визначені на півночі та сході, перехід до сусідніх ландшафтів на заході та півдні менш різкий.
На півночі до Пфальцького лісу прилягає Північно-Пфальцька височина, включаючи Доннерсберг (686,5 м). 
Тут закінчуються типові для Пфальцького лісу формації строкатого пісковику, які замінюються іншими типами гірських порід, такими як червоний лежень. 
Це призводить до чіткого геоморфологічного розділення двох ландшафтних зон, яке проходить приблизно вздовж лінії від Айзенберга через Гельгайм і Беррштадт до Оттербергу поблизу Кайзерслаутерна. 

Пагорбиста місцевість між Гардтом і Верхньорейнською рівниною, де вирощують виноград для пфальцьких вин, відома як Гардтранд. Через нього проходить Німецький винний шлях.
Кайзерслаутернський басейн простягається до північно-західного краю Пфальцького лісу у напрямку WEW — ENE, та межує з Пфальцьким лісом ескарпом, через болотисту низовину Ландштуль-Брух на захід від Кайзерслаутерна.
На захід від Великого Гаусберга плато Вестріх відокремлюється від Пфальцького лісу порівняно плавним переходом. 
Як плато з підмурівком з мушлевого вапняку має суттєво інший рельєф і більше не повністю вкрите лісом. 
Воно простягається не лише вздовж західного краю Пфальцького лісу, але й далі на південь вздовж Вогезів. 
Від Ламберу у Лотарингії воно також утворює вододіл між Мозелем і Верхнім Рейном; південна частина регіону повністю дренується через сточище Модеру до Верхнього Рейну.
На півдні перевал Цабернер утворює межу між Пфальцьким лісом, який продовжується у Франції як Північні Вогези, та «власне» Вогезами. 
Геоморфологічно та геологічно ця розділова лінія менш виражена, ніж на правому березі Рейну, де Оденвальд та Шварцвальд чітко відокремлені один від одного низовиною Крайхгау.
Лише Бургундська брама за Вогезами утворює орографічно чітку межу на лівому березі Рейну.

## Структура
Пфальцький ліс можна розділити на три зони.
- Північнопфальцький ліс, обмежений обширним Північнопфальцьким узгір'ям і простягається на південь до лінії від Кайзерслаутерна до Бад-Дюркгайма.
- Середньопфальцький ліс від потоку Ізенах та лінії Кайзерслаутерн — Бад-Дюркгайм до потоку Квайх та лінії від Пірмазенса до Ландау
- Південнопфальцький ліс або Васгау(інші мови), від струмка Квейх і лінії від Пірмазенса до Ландау до французького кордону на півдні.

### Поділ
Пфальцький ліс — великий природний регіон (3-го рівня) в межах Північнофранцузького ескрапу (великий регіон 2-го порядку) і простягається на південь до перевалу Коль-де-Саверн, тобто далеко на територію Франції, де продовжується як хребет Вогези. 
Попри це французьку південну частину природного регіону часто помилково вважають частиною Північних Вогезів. 
Поділ цих пісковикових гір складено в 1950-60-х роках у Довіднику з природних регіонів Німеччини та на аркушах карти масштабу 1:200 000 Німецьким федеральним інститутом регіональних досліджень. 
На карті показано лише назви відомих ландшафтів та лише найважливіші межі ландшафтів. 

- Пфальцький ліс

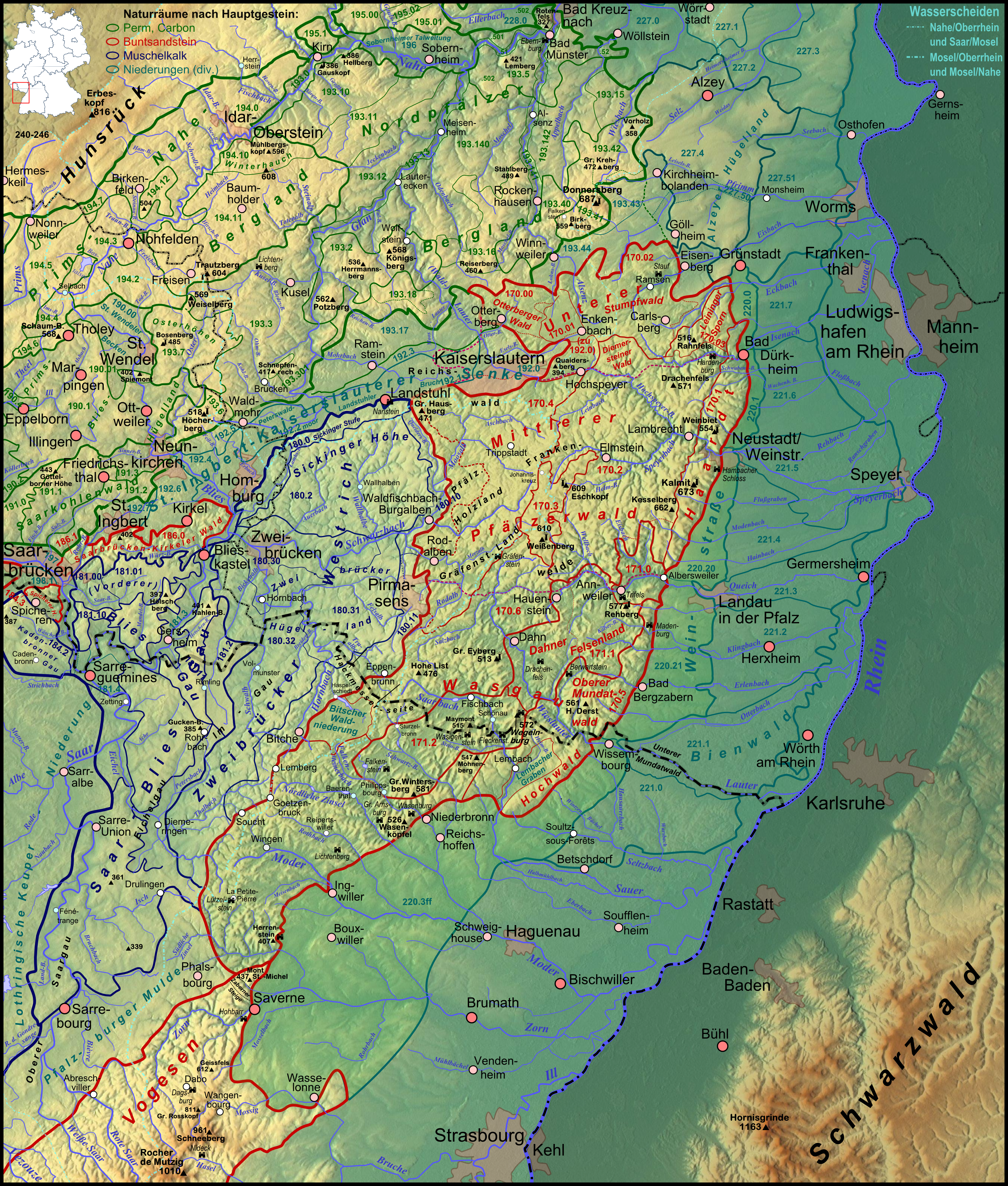
Поділ Пфальцького лісу; назви та межі фізичних та природних ландшафтів регіону позначені червоним кольором, навколишні основні ландшафти – іншими кольорами.

  - Нижньопфальцький ліс (Північнопфальцький ліс)
    - Оттерберзький ліс[de] (до приблизно 380 м)
    - Зембахське плато
    - Штумпфвальд(інші мови) (лише вище 400 м біля південної межі)
    - Квайтерсберг(інші мови) (394 м); східна околиця Кайзерслаутерна

  - Центральнопфальцький ліс[de] (показано лише суттєво відокремлені ландшафтні підрозділи)
    - Дімерштайнський ліс(інші мови) (до приблизно 450 м)
    - Лейнінгер-Шпорн (до 516 м)
    - Високопфальцький ліс (головне плато Франкенвайде(інші мови); до 610 м)
    - Гардт(інші мови) (до 673 м)

  - Васгау(інші мови)
    - Західний Васгау (до 513 м)
      - Південно-західний Пфальцький ліс[de]

    - Дан-Анвайлер-Фельзенланд
      - Штюрцельбронн-Шенау-Фельзенланд[de] (до 581 м)
      - Данер-Фельзенланд(інші мови) (до 577 м)
        - Аннвайлер-Фельзенланд
        - Тріфельсланд

    - Східний Васгау
      - Мундатський ліс(інші мови) (до 562 м)
      - Гохвальд(інші мови) (до 529 м)
      - Лембахський грабен

    - Південний Васгау (до 526 м)

### Особливості

#### Гардтський пісковик

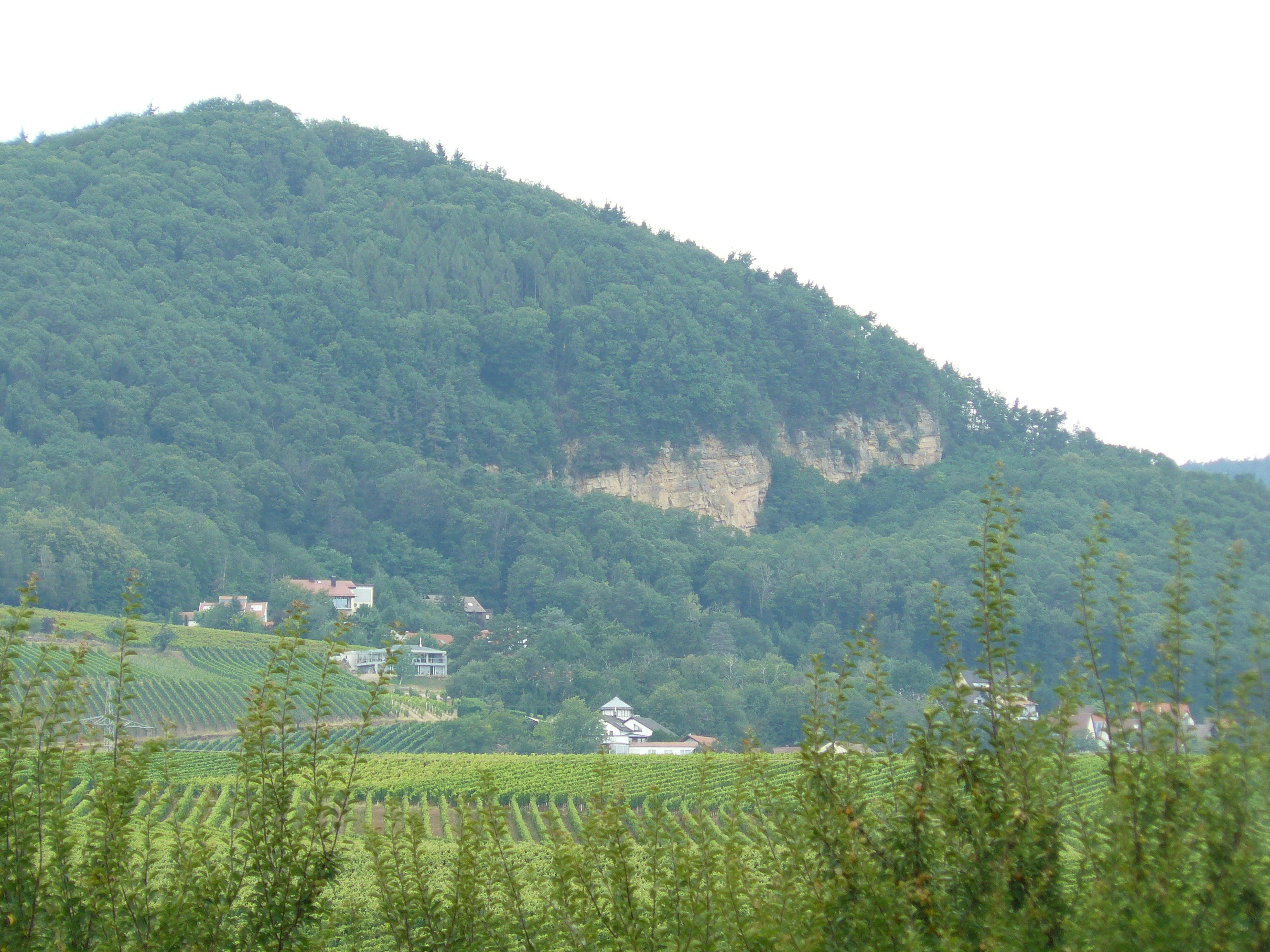
Колишній кар'єр поблизу Франквайлер-ан-Рінгельсберг

У деяких регіонах уздовж східного краю гір можна знайти світло-жовтий, вибілений пісковик, який раніше видобували у великих кар'єрах поблизу Бад-Бергцаберну, Франквайлера та Гамбаха або досі видобувають поблизу Лайштадта та Гардта. 
Гарячі розчини, що піднімаються в зоні розлому між Пфальцьким лісом та Рейнським грабеном, вимивали червонуватий оксид заліза, тим самим знебарвлюючи пісковик.

#### Попередня вулканічна активність у Пехштайнкопфі
53 мільйони років тому в земній корі та мантії на території, яка пізніше стане Верхньорейнським грабеном, виникли напруги, що дозволило магмі підніматися та виходити вздовж ліній розломів. 
У початковій вибуховій фазі утворився кратер, який заповнився вулканічною породою. 
Згодом, у другій фазі, магма піднімалася в спокійній, невибуховій формі, утворюючи темні, вертикальні або похилі базальтові колони в жерлі вулкана. 
Ці гірські породи можна сьогодні спостерігати на місці колишнього кар'єру з видобутку каменю.

## Геологія
Пфальцький ліс характеризується, головним чином, блоком строкатого пісковику та підмурівком з цехштейну. 
Тектонічно сформоване нашарування цих типів гірських порід та їх подальша ерозія призвели до сучасної форми поверхні низькогірного хребта. 

### Історія

#### Утворення строкатого пісковику
У пермський геологічний період (близько 296–251 мільйонів років тому) на території сучасного Пфальцького лісу відклалися перші пісковикові утворення товщиною близько 100 метрів; зокрема, червоний лежень і цехштейн (близько 256–251 мільйонів років тому). 
Від нижнього до початку середнього тріасу, панував (близько 251–243 мільйонів років тому) пустельний клімат, так що в результаті подальших відкладень піску утворилися шари гірських порід товщиною до 500 метрів. 
Це призвело, зокрема, через додавання оксиду заліза, до змінного забарвлення гірських порід – звідси й назва строкатий пісковик – і, залежно від типу та зв'язування матеріалу (глинисто-зв'язаний пісковик на відміну від кремнієвого кварцового пісковику) до утворення шарів гірських порід різної твердості. 
Це призвело до утворення підгруп нижнього, середнього та верхнього строкатого пісковику. 
Ці шари строкатого пісковику перекриті різними типами осадових порід у суміжних розрізах мушлевого вапняку (243–235 мільйонів років тому) та койперу (234–200 мільйонів років тому), а також протягом юри (200–142 мільйони років тому) та крейди (142–66 мільйонів років тому). 

#### Відкладення строкатого пісковику

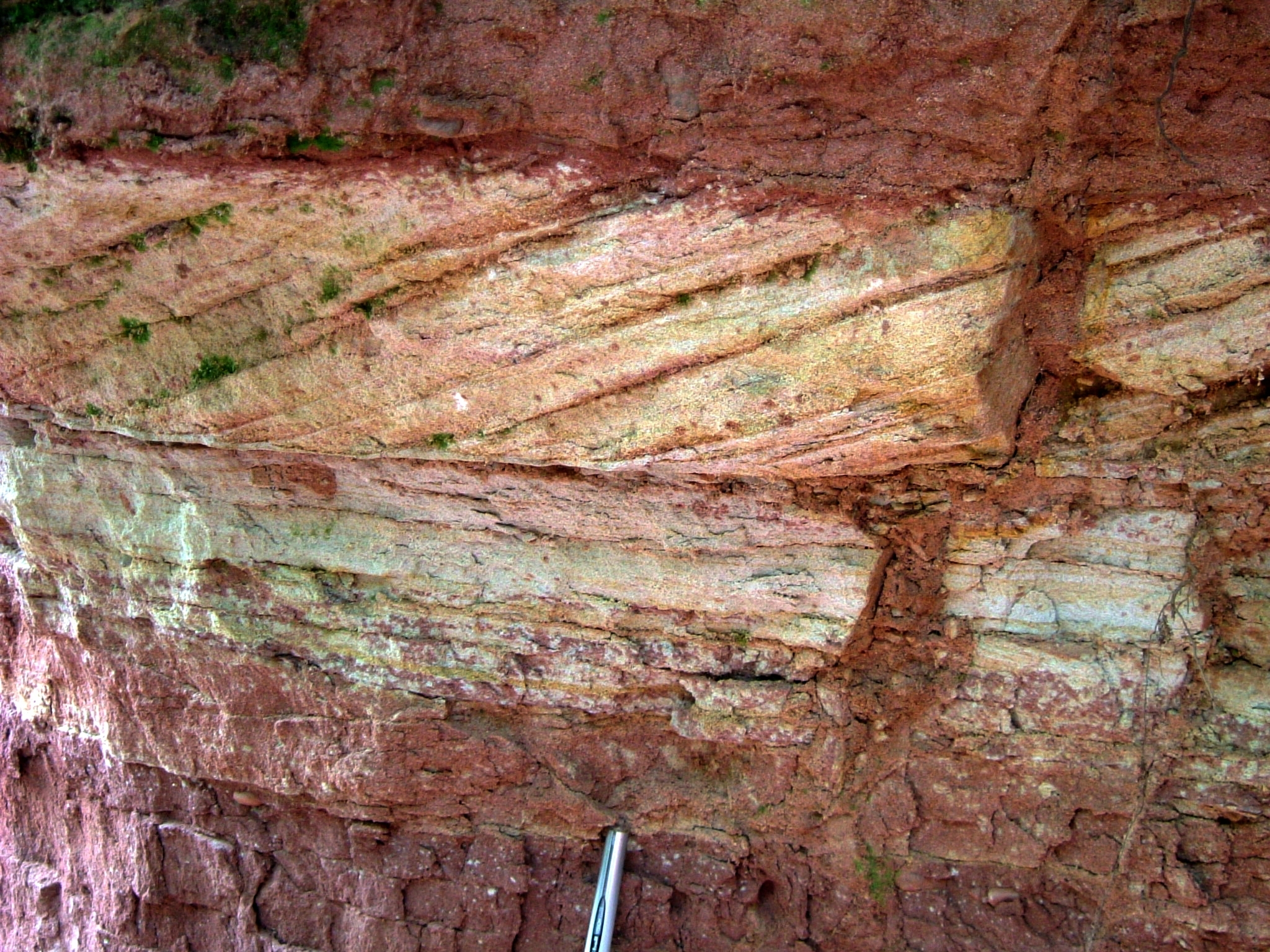
строкатого пісковику біля підніжжя

На початку палеогенового періоду кайнозойської ери (66–23,8 мільйона років тому)  Альпійський орогенез призвів до значних напружень у земній корі, що в передгір'ях на північ від Альп спричинило випинання мантії та земної кори. 
На вершині утвореної таким чином арки виникли значні розтягувальні напруження, внаслідок чого шари гірських порід розтягнулися, і близько 35 мільйонів років тому в земній корі виникли глибокі тріщини та заглиблення (пасивний рифтогенез). 

Одночасно схили новостворених низовин піднялися, у випадку Пфальцького лісу, на висоту близько 1000 метрів.
Ці процеси, які тривають і сьогодні, мали чотири важливі наслідки для сучасного ландшафту низькогірного регіону:
- Видалення приблизно 800 метрів поверхневих порід (доггер, лейас, койпер та мушлевий вапняк), що оголило строкатий пісковик.
- Нахил шарів пісковику
- Утворення склепінь і мульд
- Розбиття строкатого пісковику на окремі блоки; виникнення розломів.

#### Формування сучасного ландшафту
У пізньому палеогені (34–23,8 мільйона років тому) та неогені (23,8–2,8 мільйона років тому), а також у четвертинному періоді (2,8–0,01 мільйона років тому) знову домінували процеси ерозії. Зокрема, саме процеси вивітрювання та денудації, що відбувалися протягом різних холодних і теплих періодів, визначили остаточну топографію Пфальцького лісу. 
Характерною рисою є система глибоко врізаних долин, особливо на півночі та в центрі, різноманітні гірські форми та химерні скельні утворення.

## Структура

### Підмурівок

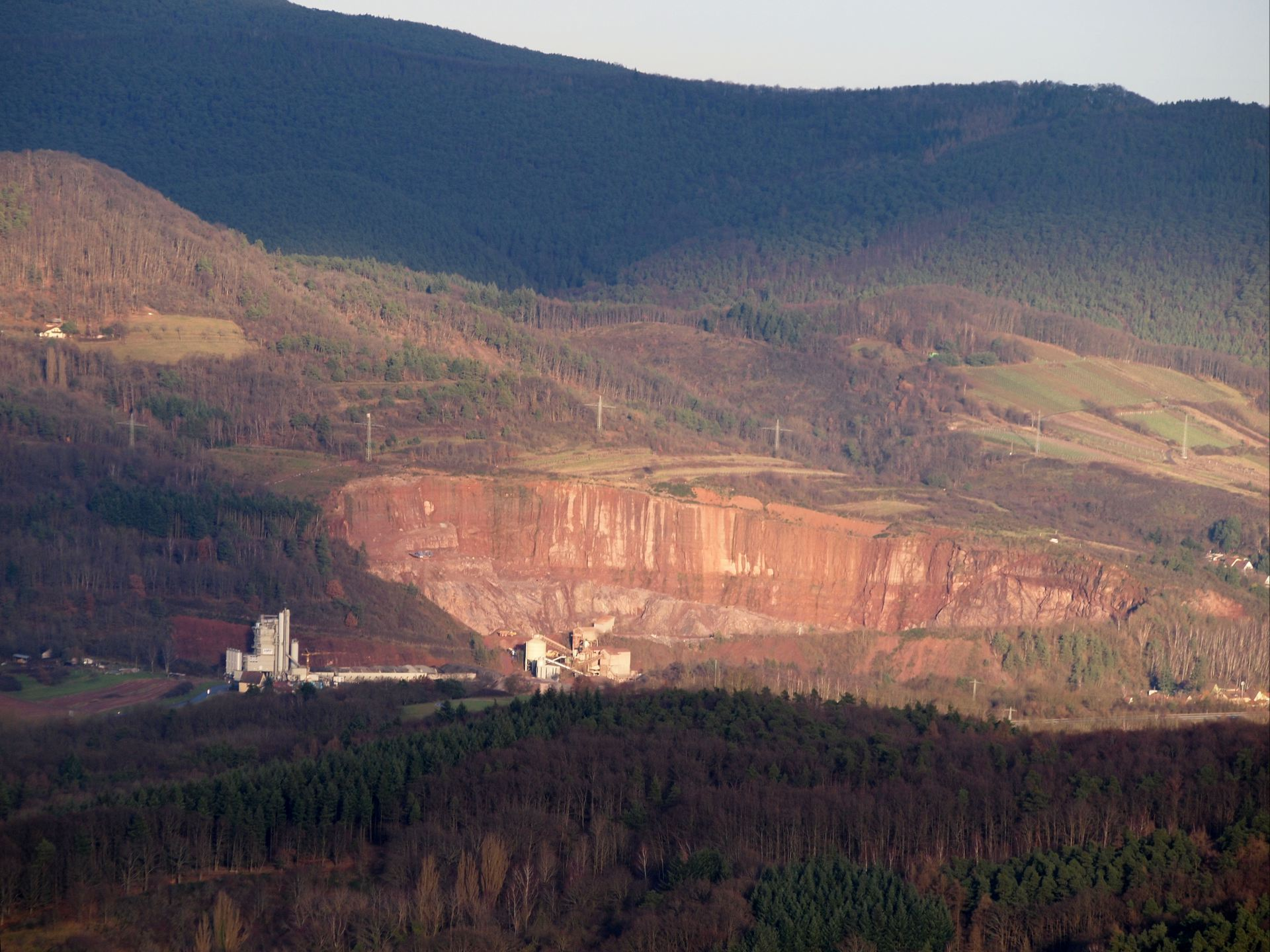
Гнейсовий кар'єр поблизу Альберсвайлера

Гнейси та сланці створюють підмурівок Пфальцького лісу, але вони зазвичай покриті молодшими скельними утвореннями та виходять на поверхню лише в кількох місцях на східному краю гір. 

### Червоний лежень та цехштейн
Ці шари гірських порід покривають кристалічний фундамент і складаються, окрім пісковику, зі сланцевих глин та мергелю. 
Вони загалом м'якіші, тому у Нижньопфальцькому лісі (Штумпфвальд), а також на південному сході, утворюють широкі долини та більші вирівняні ділянки. 
Південнопфальцькі пісковикові формації цехштейну поділяються на чотири шари загальною потужністю приблизно від 80 до 100 метрів.

### Строкатий пісковик
Строкатий пісковик має три пласти:
Нижній шар строкатого пісковику

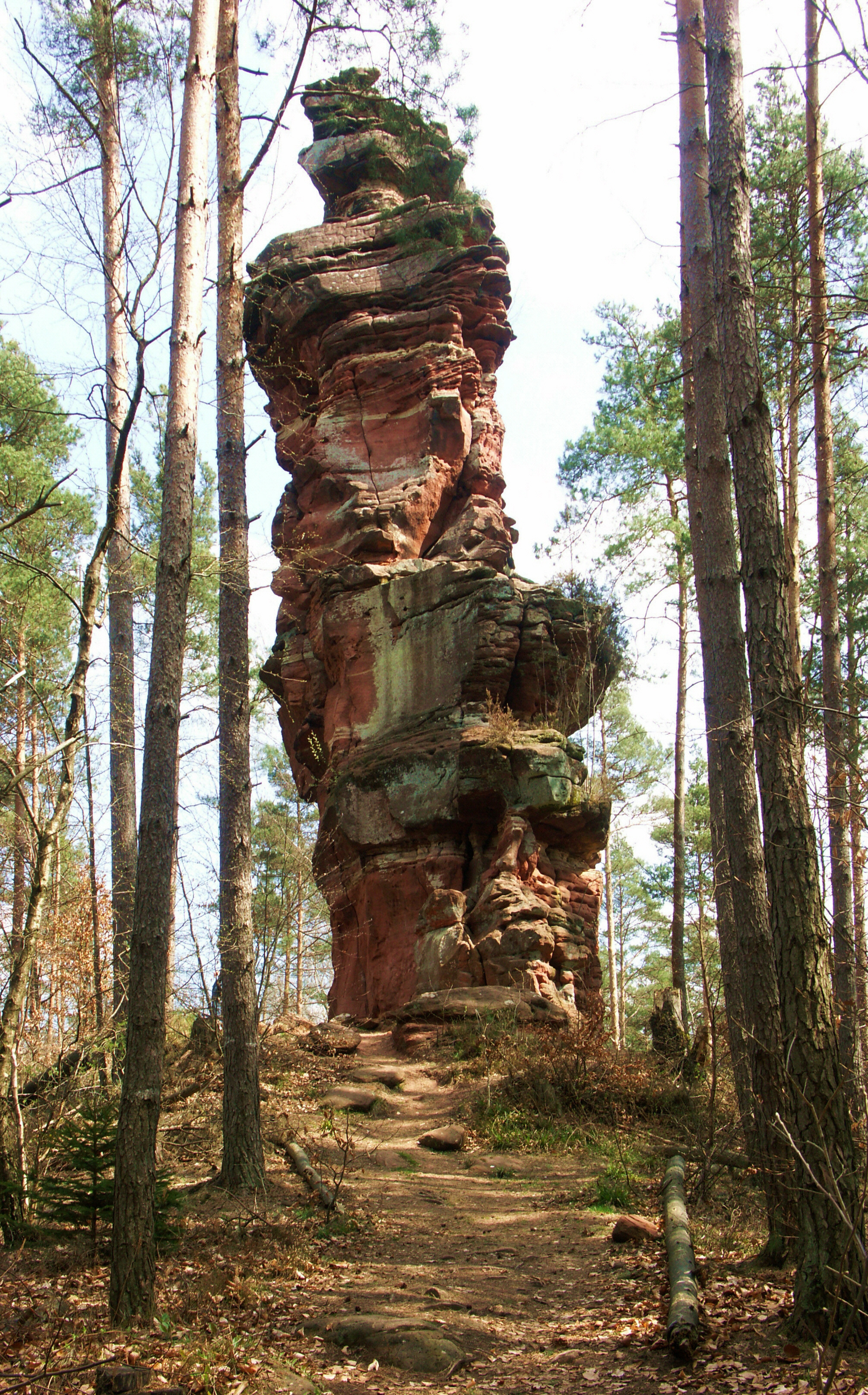
Шари трифельських пісковиків біля Наполеонсфельсу

Є типовою гірською породою Пфальцького лісу і покриває значні частини цього низькогір'я, маючи потужність від 280 до 380 метрів. 
Ці пісковики містять багато кварцу та мало польового шпату і слюди, тому вони вивітрюються до піщаних, бідних на поживні речовини ґрунтів, які досі майже не використовуються в сільському господарстві. Загалом розрізняють три підшари (трифельські, реберзькі та шлосберзькі), що об'єднують різні скельні зони неоднакової потужності.
Середній шар строкатого пісковику
Його також можна розокремити на декілька підшарів завтовшки близько 80–100 метрів. 
Особливо помітними є карлстальські шари, які часто виходять на поверхню у вигляді кремнеземистих брил, а також наступна верхня скельна зона та головне конгломератне утворення, що складаються переважно з кремнеземистих грубозернистих пісковиків та гальки. 
Завершує цю формацію фіолетовий шар, який головно складається з тонкозернистих осадових порід, багатих на слюду.
Верхній шар строкатого пісковику
Проміжні пласти та вольтціанський пісковик разом утворюють ерхній шар строкатого пісковику завтовшки близько ста метрів. 
На відміну від нижнього та середнього шару, ці пласти містять більше слюди, карбонатів та глинистих мінералів, і таким чином вивітрюються у ґрунти, багаті на поживні речовини, які використовуються для сільського господарства на острівних вирубках у Західнопфальському лісі (Гольцланд).

## Біологія

### Флора
Для Пфальцького лісу, як випливає з його назви, ліс є домінуючим елементом ландшафту, займаючи 82 відсотки загальної площі та понад 90 відсотків у його центральній частині. 

#### Історія лісу

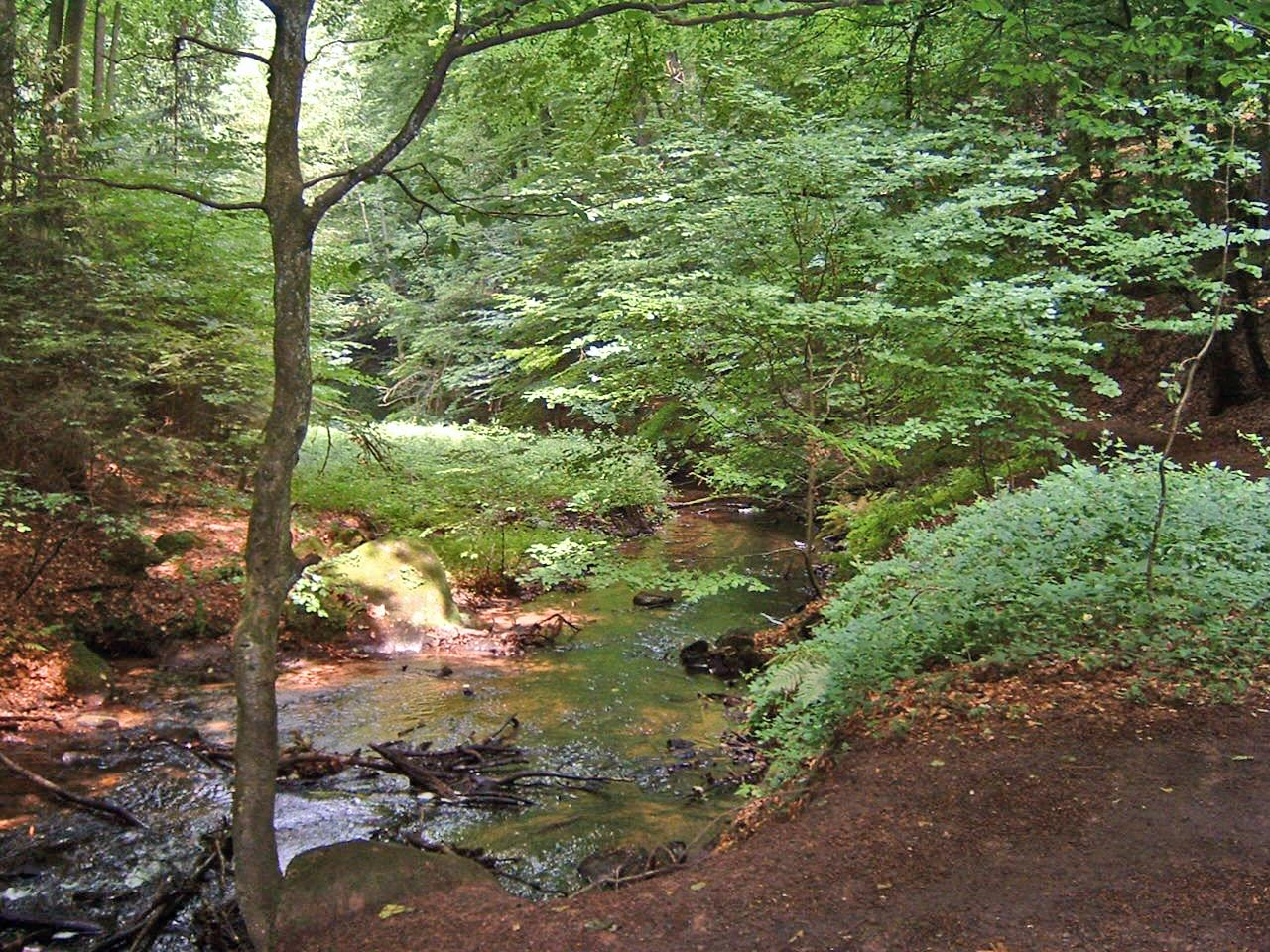
Первісні букові ліси в

Наприкінці останнього льодовикового періоду, близько 10 000 років тому, територія Пфальцького лісу була вкрита тундровою рослинністю, в якій з поступовим потеплінням змогли поширитися невибагливі породи дерев, такі як сосни та берези («сосново-березовий період»), а пізніше ліщина, дуби та липи («ліщино-дубовий період») , оскільки кліматичні умови покращилися. 
Починаючи з III тис до Р. Х., розвинувся тип клімату, що більше перебував під впливом Атлантики, в якому стало прохолодніше та вологіше, так що бук тепер домінував у лісовому ландшафті. 
Виникли мішані дубово-букові ліси, типові для сьогодення, в яких сосни були відтіснені в особливо несприятливі, дуже сухі або вологі місця. 

Однак цей екологічний баланс назавжди порушено колонізацією та культивацією лісу, що розпочалися в Середньовіччі. Вирубка та випалювання, використання підстилки та необмежена експлуатація лісу для виробництва сировини та енергії поступово призвели до спустошення багатьох лісів, яке досягло свого піку в XVII та XVIII століттях. 
Ця ситуація зробила нагальною необхідністю створити регульовану систему лісівництва, яка б не лише на використовувала, але й, перш за все, на доглядала за лісом. 
У XVIII та XIX століттях спустошені лісові масиви були заліснені переважно невибагливими, швидкозростаючими соснами, а потім, також у XIX столітті, іншими, немісцевими хвойними деревами, такими як ялина, модрина, сосна Веймута та дугласія. 
У Пфальцькому лісі розвинувся мішаний ліс, орієнтований на лісівництво, де хвойні дерева займали близько двох третин лісових площ, раніше вкритих буком та дубом. 
Лише в останні десятиліття через цілеспрямовану роботу перетворення терену на майже природні мішані ліси, досягнуто збалансованішого співвідношення листяних і хвойних дерев, приблизно на рівні 50%. 

#### Основні породи дерев
Бук є найпоширенішою породою дерев у Пфальцькому лісі й наразі займає 35 відсотків від загальної площі. 
За винятком східного краю Гардту, він широко поширений на кислих червоних пісковикових ґрунтах і віддає перевагу тінистим схилам, височинам і западинам. 
Часто утворює різноманітні мішані лісові насадження з хвойними деревами, особливо сосною, але також може зустрічатися в чистому вигляді, особливо в Центральнопфальцькому лісі, як буковий ліс. 
Там він створює масштабні «букові куполи», які багато відвідувачів вважають вражаючою особливістю Пфальцького лісу.
Дуб (скельний та чере́шчатий) також часто зустрічається у Пфальцькому лісі. 
Найбільші діброви — навколо Йоганніскройца, Ешкопфа та Вайсенбергу, а також далі на південь між Фішбахом та Еппенбрунном, а також в Центральнопфальцькому лісі. 
Але він також неодноразово зустрічається в решті Пфальцького лісу та, зазвичай разом з буковими деревами, часто утворює природні, первісні мішані лісові насадження. 
Вони особливо охороняються як основні зони біосферного заповідника Пфальцький ліс — Північні Вогези. 

Крім того, дуби Пфальцького лісу мають особливе значення з точки зору лісівництва, оскільки вони використовуються для виробництва шпону унікальної в усьому світі якості.

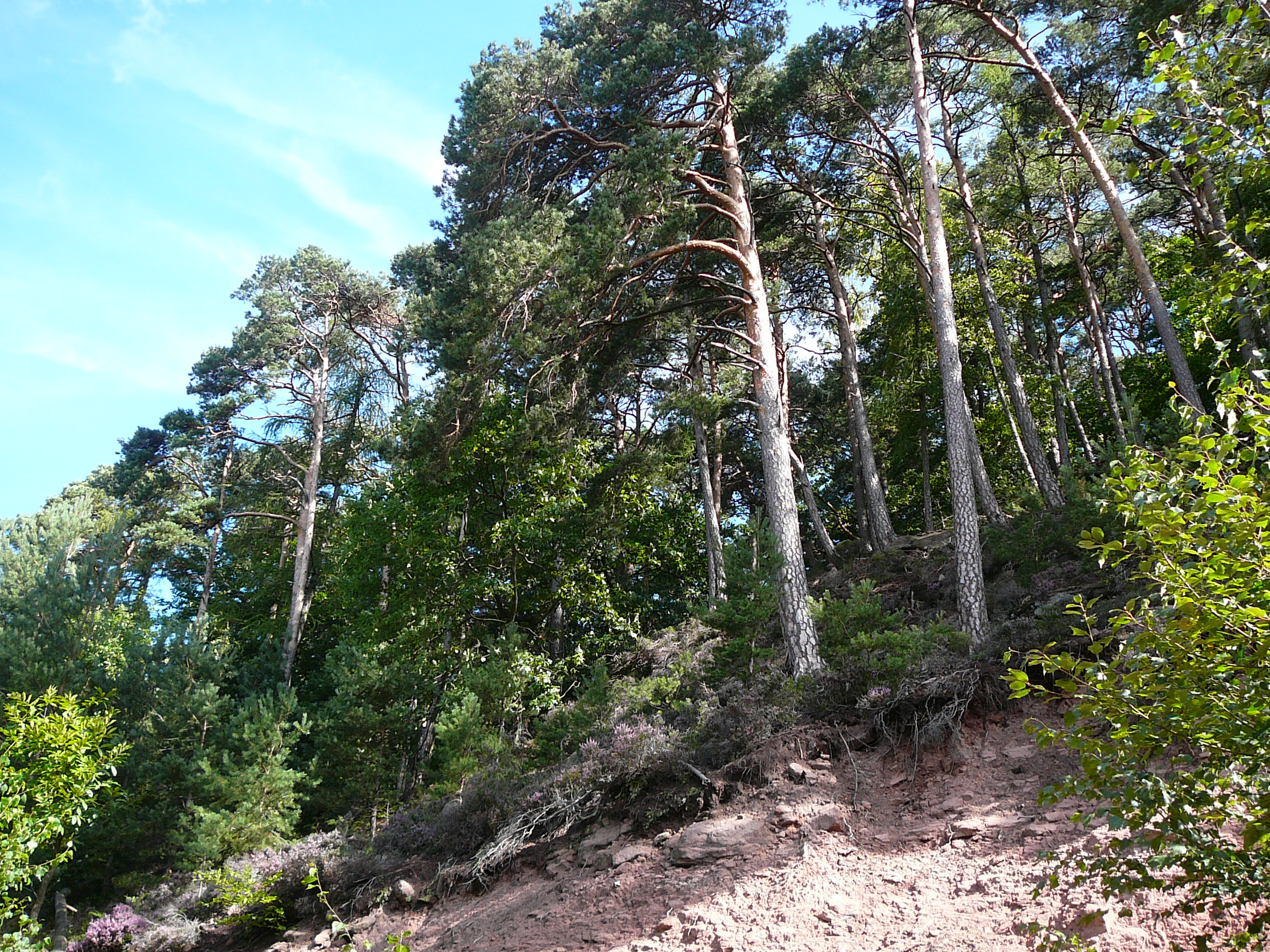
Майже 200-річний сосновий ліс на північно-західному схилі гори Реберг

Попри те, що її частка в загальній популяції дерев скоротилася з 44% до 34% у 2008 році, сосна залишається домінуючим видом дерев на низькогір'ї. 
Через свою історичну лісову історію це особливо актуально для лісового округу Гардт, де вона домінує в лісовому ландшафті з часткою від 60 до 70%. 
Її традиційний ареал поширений на сухих, сонячних схилах (схили, що виходять на південь). 
Під час лісовідновлення вирубок посаджено переважно види сосни з інших регіонів, які змішувалися з місцевими формами. 
Поблизу Вальдлейнінгена в Центральнопфальцькому лісі та на торф'яних ґрунтах поблизу Біча у французькій частині біосферного заповідника збереглися «реліктові соснові ліси», що чітко демонструють характер первісного соснового лісу.
Ялиця біла хоча покриває лише 1 відсоток усієї площі Пфальцького лісу, вона широко поширеніша в його південній частині, на рівні 7 відсотків. 
Вона зустрічається як домішок у багатьох насадженнях з буком, сосною та іншими видами дерев і часто домінує в лісовому ландшафті. 
Оскільки це найпівнічніші передгір'я великих буково-ялицевих лісів, типових для Вогез , вологолюбна ялиця біла також вважається деякими авторами автохтонним видом дерев Пфальцького лісу. 

Ліси з ясеня звичайного та рідкісніші вільхові болотяні ліси зустрічаються переважно в долинах та водно-болотних угіддях.
Ялини, дугласії, модрини та сосни Веймута не є місцевими видами для лісистих гір. 
Ялини віддають перевагу прохолодним, тінистим місцям і тому часто зустрічаються в долинах, западинах і на нижчих схилах, тоді як дугласії стали місцевими для найрізноманітніших місць завдяки своїй високій адаптивності. 
Каштан їстівний також інвазивний вид дерев, але натуралізований римлянами на території сучасного регіону Пфальц. 
Він зустрічається в чистих або майже чистих насадженнях переважно на східному краю Пфальцького лісу, в районі Гардт, де займає 4 відсотки лісової площі.

#### Ґрунтова флора

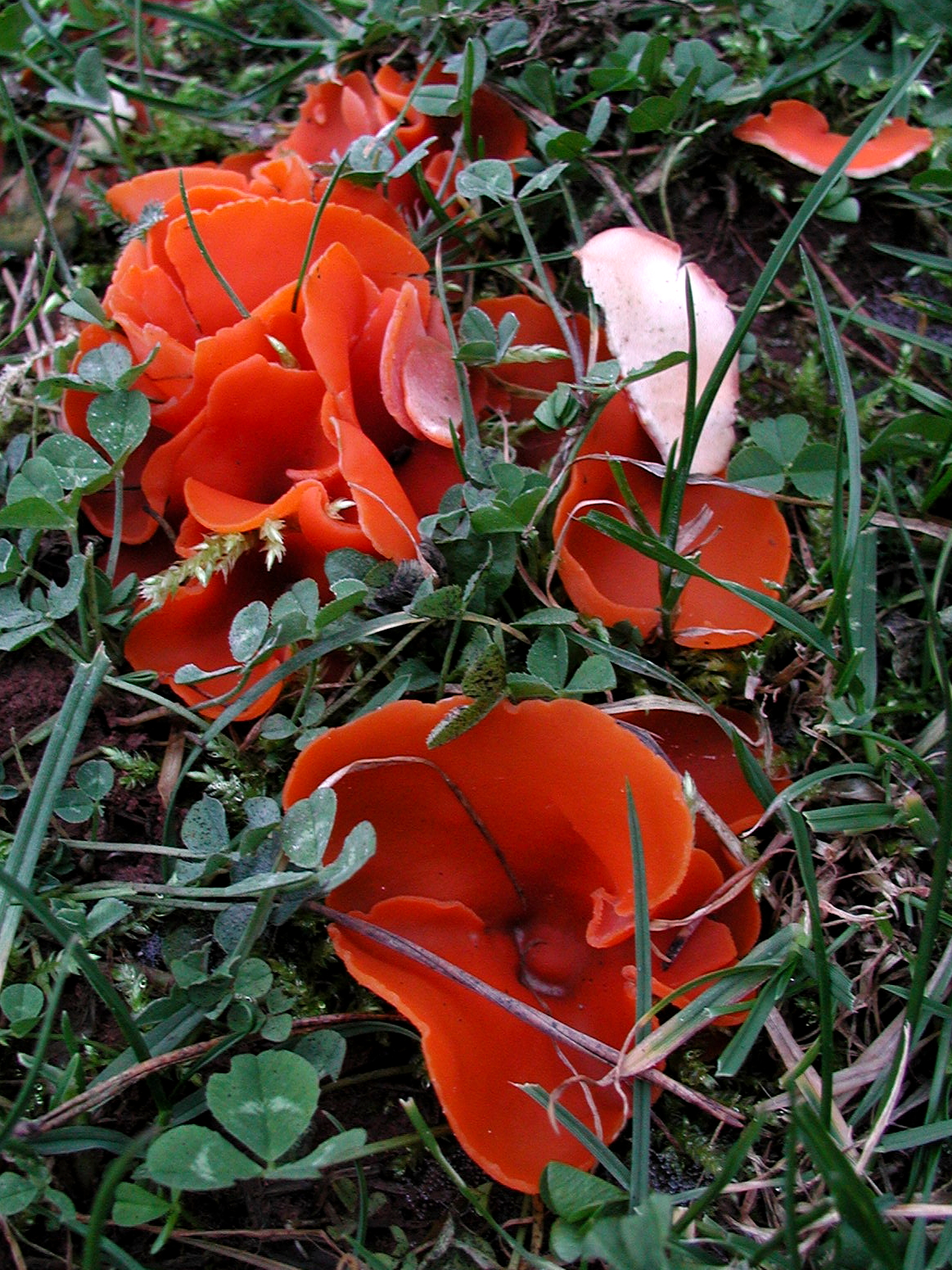
Алеврія оранжева на галявині в Пфальцькому лісі

У бідних на види дубових, букових та соснових лісах ґрунтова флора складається переважно з ацидофільних видів, а саме ожика лісова, осока кульконосна та авінелла звивиста. 
Також характерні різні види папоротей: ребрівка звичайна, гірська папороть та Osmunda regalis, які віддають перевагу тінистим, помірним, вологим місцям. 
Також варто відзначити велику кількість грибів та ягід, зокрема чорниці та брусниці. 

Крім того, вздовж узбіч доріг та галявин у сухому піщаному ґрунті, поряд з вересом, ростуть дрік германський, жарновець віниковий та Campanula baumgartenii. 
Болотні рослини, такі як образки болотяні, вовче тіло болотяне, бобівник трилистий та рдесникові, часто можна побачити вздовж численних струмків та водно-болотних угідь, хоча ці рослини рідкісні в інших частинах Німеччини. 
Крім того, очерет, зніт болотяний, калюжниця болотяна та таволга звичайна, а в сухіших районах також верба попеляста, верба вушката та крушина ламка характерні для болотних луків. 

### Фауна
Великі мішані ліси низькогір'я з їхніми різноманітними рослинними угрупованнями утворюють екологічну основу, в якій знайшли домівку різноманітні тварини 
,
а саме сарна європейська, олень благородний, дикий кабан, лисиці, борсуки, тхори, ласки та ссавці, що знаходяться під загрозою зникнення: кажани, куниці, європейські дикі кішки та рисі.
Серед птахів варто відзначити одуду, рибалочку блакитну, кам'янку звичайну, чорного дятла, трав'янку лучну, трав'янку європейську та сапсана. Типовими видами восени та взимку є північні в'юрки та зяблики. 

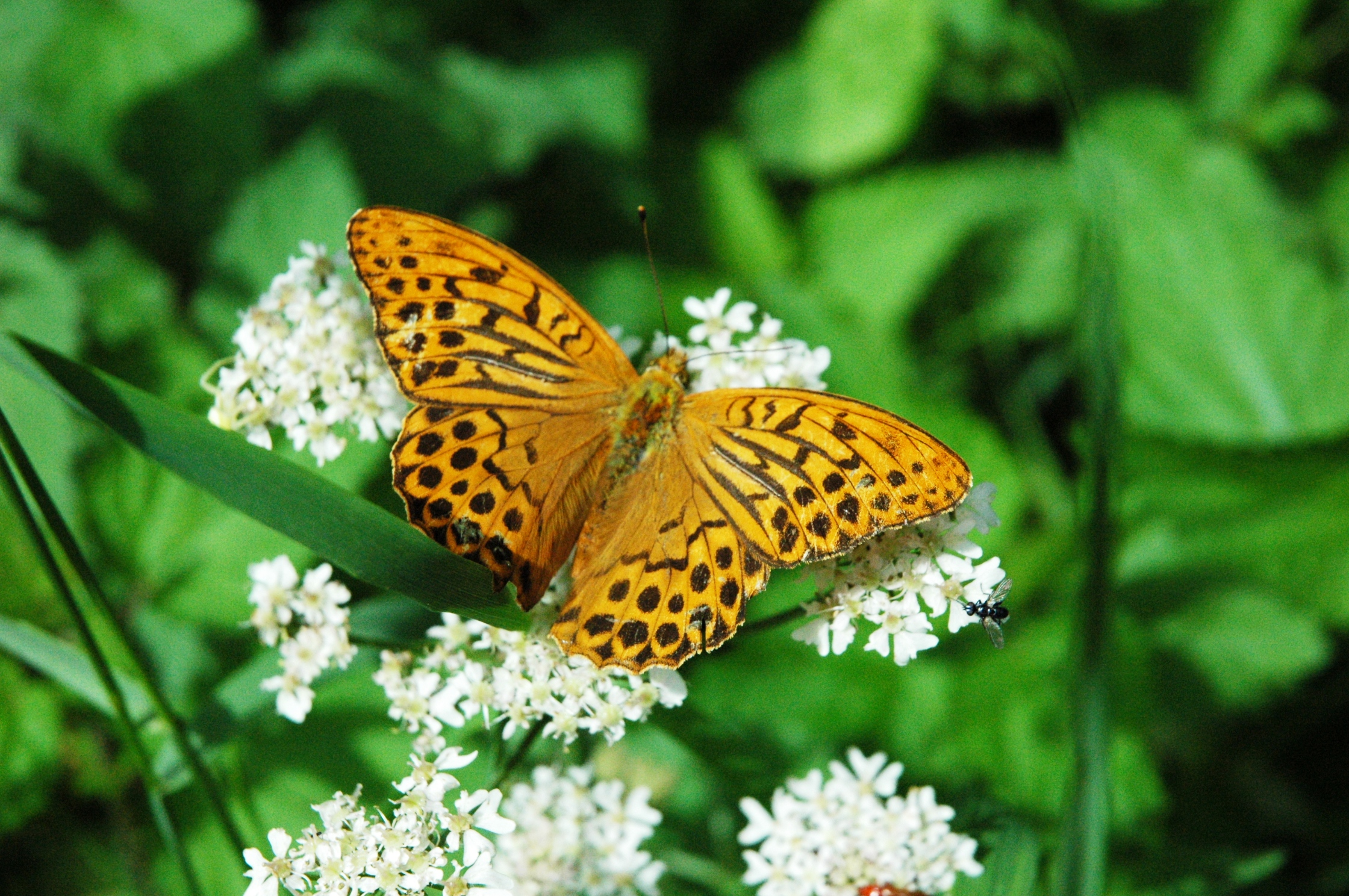
Підсрібник великий у Пфальцькому лісі

Серед риб варто відзначити Salmo trutta fario, струмкову міногу, мересницю річкову, щипавку звичайну, слижа європейського, харіуса, окуня, щуку, миня та Leuciscidae.

## Ресурси Інтернету
- Biosphere Reserve Palatinate Forest — Vosges du Nord

 Вікісховище має мультимедійні дані за темою: Пфальцький ліс